# Gare de Vaszar
La gare de Vaszar (en hongrois : Vaszar vasútállomás) est une halte ferroviaire hongroise, située à Vaszar.